# Áktio-Vónitsa
Áktio-Vónitsa (en grec moderne : Άκτιο-Βόνιτσα) est un dème situé dans la périphérie de Grèce-Occidentale en Grèce. Le dème actuel est issu de la fusion en 2011 entre les dèmes d'Anaktório, de Páleros et de Medeón.
Selon le recensement de 2011, la population du dème compte 17 370 habitants.